# クラクフ中央駅
クラクフ中央駅（Kraków Główny）は、ポーランドの都市クラクフにおいて中心的役割を果たすポーランド国鉄（PKP）の鉄道駅。全ての種類の列車が停車する。

## 概要
Aクラス（駅の規模などに準じてランクがつけられる）の駅に分類されている。
当駅発の寝台列車によって、チェコのプラハ、オーストリアのウィーン、ハンガリーのブダペスト、ウクライナのリヴィウなどと結ばれている。また、クラクフとワルシャワの間にC.M.K高速線が敷設されたため、両都市間が約3時間弱で結ばれるようになった。国内においても鉄道輸送の要となる駅で、東西南北の主要駅を結んでいる。

## 駅構造
5面10線の地上駅。

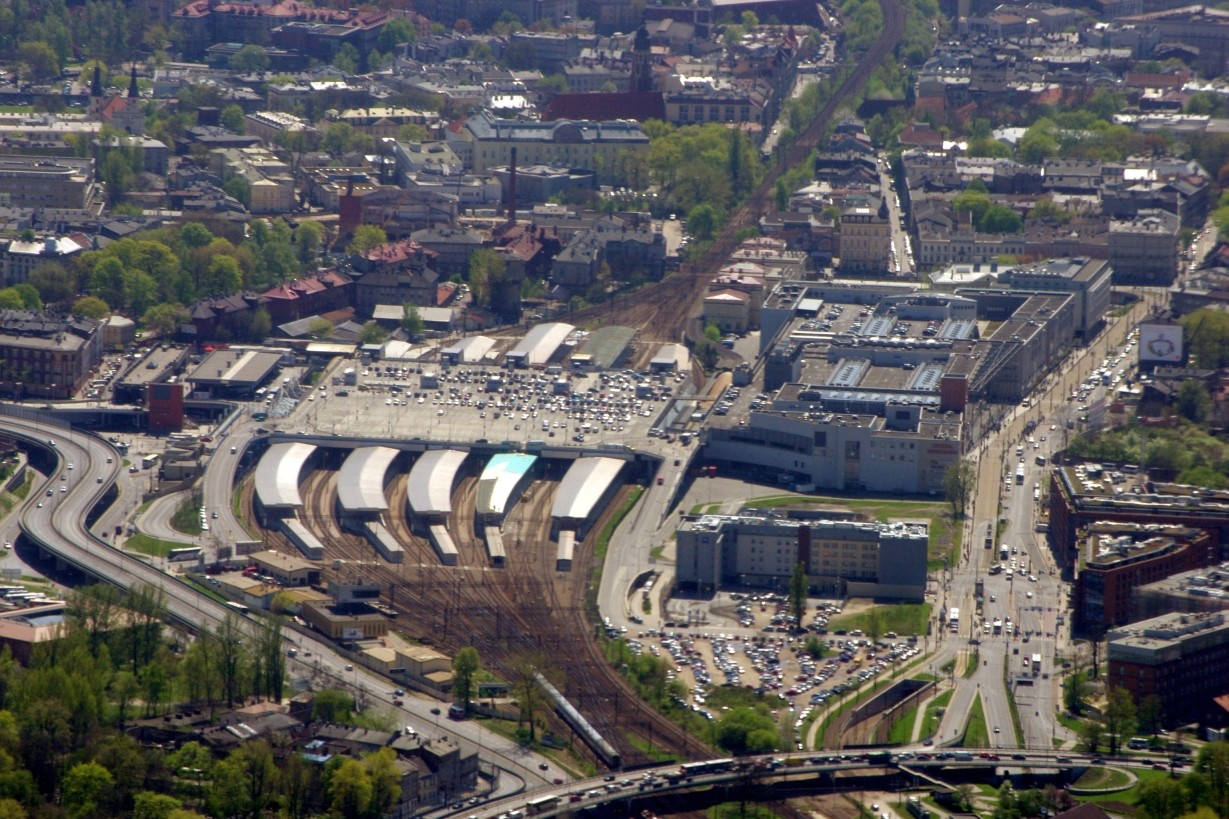
駅全景
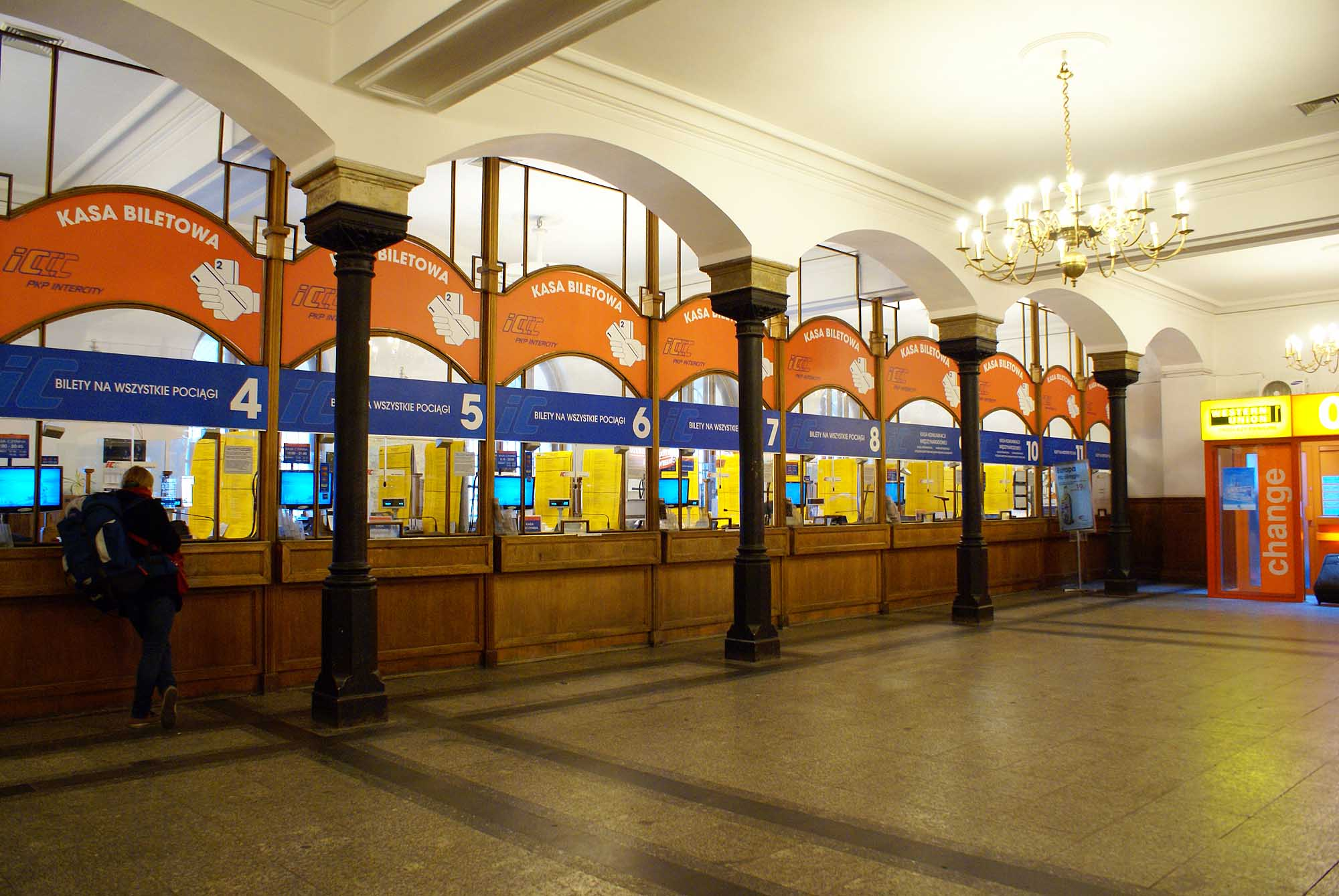
切符売り場
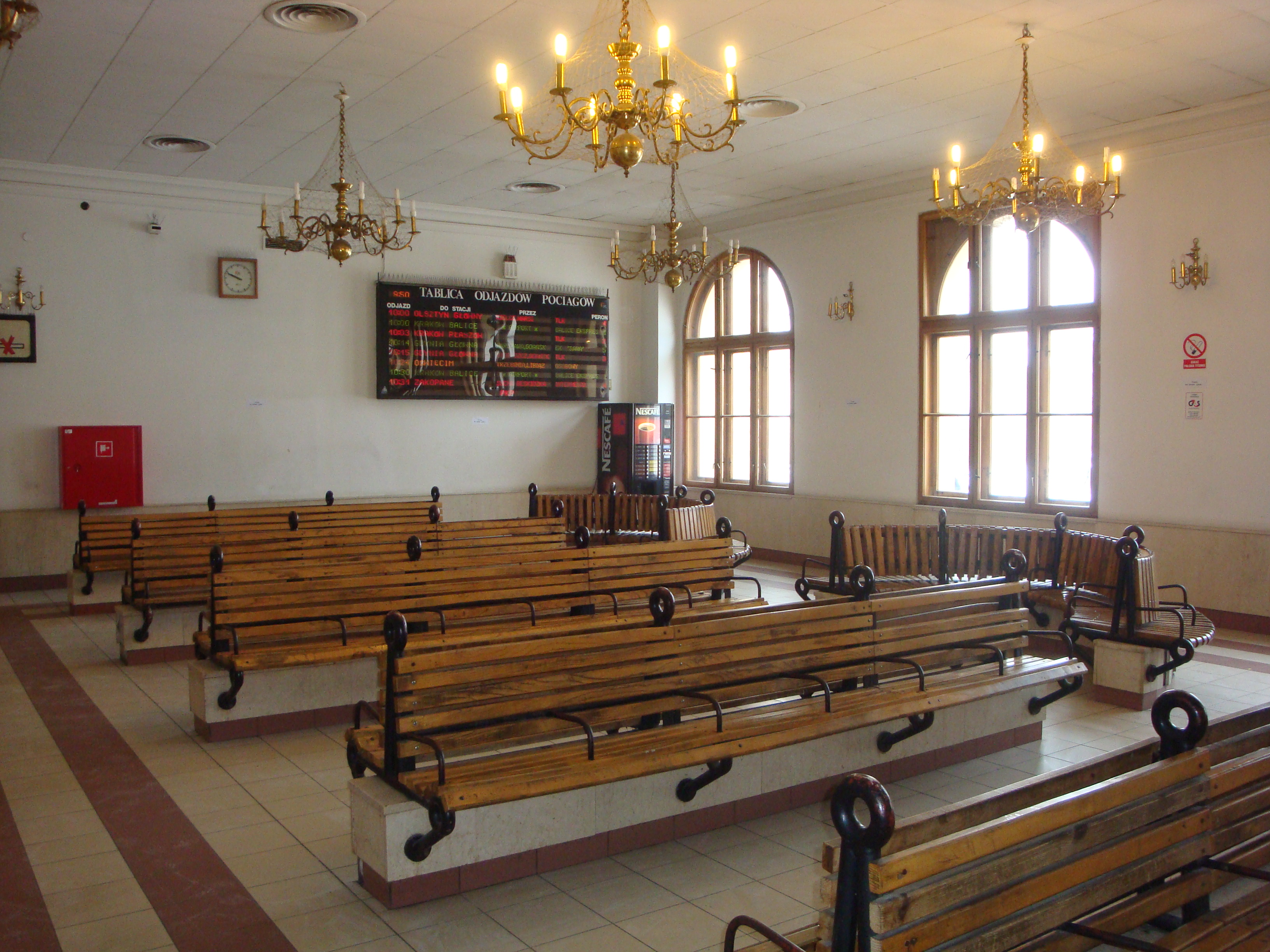
待合室
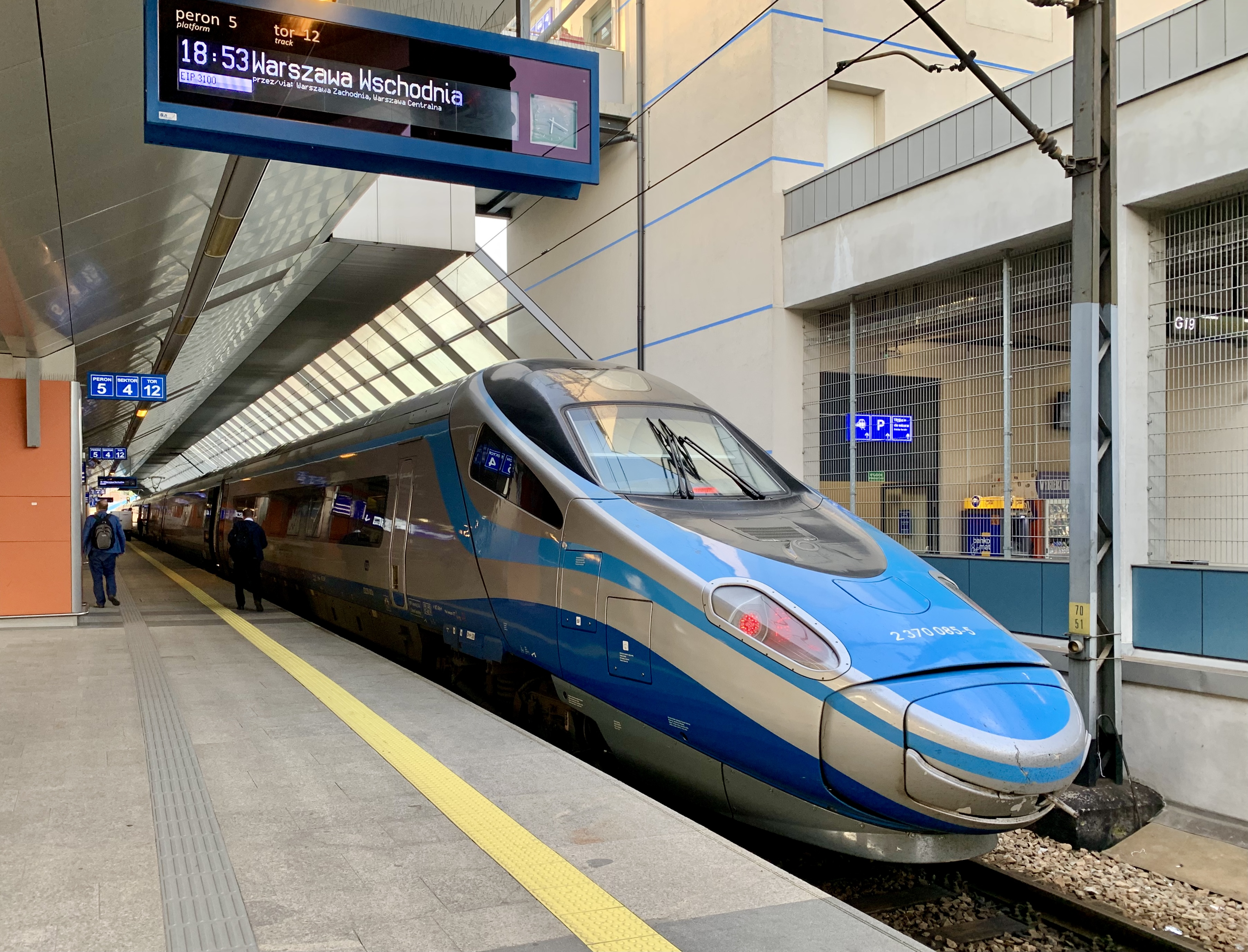
ED250 インターシティ

## 駅周辺
- チャルトリスキ美術館
- クラクフ工業大学
- 聖フロリアン教会（英語版）
- ユリウシュ・ スウォヴァツキ劇場（英語版）
- フロリアンの門（英語版）
- クラクフ・バービカン（英語版）
- J.クルカ公園

## 歴史
- 1847年10月13日 - ムィスウォヴィツェを結ぶ鉄道の駅として開業。

## 隣の駅
ポーランド国鉄
8号線
クラクフ郊外駅 - クラクフ中央駅
91号線
クラクフ中央駅 - クラクフ・ザブウォチェ駅
133号線
クラクフ・ウォブゾフ駅 - クラクフ中央駅
948号線
Kraków Główny Towarowy駅 - クラクフ中央駅
949号線
Kraków Główny Towarowy駅 - クラクフ中央駅
クラクフ中央-クラクフ・チジニ線
クラクフ中央駅 - クラクフ・グジェグシュキ駅
クラクフ中央-クラクフ・ボナルカ線
クラクフ中央駅 - クラクフ・ズビエジニエツ駅